# 25927 Jagandelman
25927 Jagandelman este un asteroid din centura principală de asteroizi.

## Descriere
25927 Jagandelman este un asteroid din centura principală de asteroizi. A fost descoperit pe 16 februarie 2001 la Socorro, New Mexico, în cadrul proiectului LINEAR. Asteroidul prezintă o orbită caracterizată de o semiaxă mare de 2,36 ua, o excentricitate de 0,16 și o înclinație de 9,8° în raport cu ecliptica.